# Silver Queen
Silver Queen is een Amerikaanse western uit 1942 onder regie van Lloyd Bacon.

## Verhaal
Coralie Adams is een bekende, zelfverzekerde jonge vrouw. Na de dood van haar vader ontdekt ze dat hij haar met zijn speelschulden heeft opgescheept. Hij was de eigenaar van een zilvermijn, die hij heeft verkwanseld tijdens het kaarten. De huidige eigenaar van de mijn wordt verliefd op Coralie, maar zij staat op het punt te trouwen met een rijke jongeman uit de hogere kringen. De kaartspeler biedt Carolie de rechten op de zilvermijn aan om haar zijn liefde te bewijzen. Ze krijgt het cadeau echter nooit te zien. Later reist Coralie naar het Wilde Westen om er een bar te openen. Ze stuurt het geld naar haar man om de schulden van haar vader af te lossen.

## Rolverdeling
| Acteur            | Personage        |
| ----------------- | ---------------- |
| George Brent      | James Kincaid    |
| Priscilla Lane    | Coralie Adams    |
| Bruce Cabot       | Gerald Forsythe  |
| Lynne Overman     | Hector Bailey    |
| Eugene Pallette   | Steve Adams      |
| Janet Beecher     | Laura Forsythe   |
| Guinn Williams    | Blackie          |
| Frederick Burton  | Dr. Hartley      |
| Spencer Charters  | Doc Stonebraker  |
| Eleanor Stewart   | Millicent Bailey |
| George Renavent   | Andres           |
| Marietta Canty    | Ruby             |
| Sam McDaniel      | Toby             |
| Herbert Rawlinson | Rechter          |
| Arthur Hunnicutt  | Krantenuitgever  |